# 5,6-メチレンジオキシ-N,N-ジメチルトリプタミン
5,6-メチレンジオキシ-N,N-ジメチルトリプタミン（5,6-methylenedioxy-N,N-dimethyltryptamine、5,6-MDO-DMT）は、幻覚剤の一つ。ジメチルトリプタミン(DMT)の5,6-メチレンジオキシ類縁体である。アレクサンダー・シュルギンにより初めて合成された。彼の著書TiHKAL(Tryptamines I Have Known and Loved)では、この物質には顕著な精神活性はないとしているが、そのテスト摂取量は5mgのみである。この物質の薬理学特性、代謝および毒性のデータはわずかしかない。